# Vincenzo Costaguti
Vincenzo Costaguti (Roma, 1612 - Roma, 6 de dezembro de 1660) foi um cardeal do século XVII

## Biografia
Nasceu em Roma em 1612, de uma ilustre família genovesa. Filho de Prospero Costaguti, marquês de Sipicciano e de Rocca Elvezia, e Paola Costa. Seu pai se casou em segundas núpcias com a condessa Vidman. Meio-irmão do cardeal Giambattista Costaguti (1690). Tio-avô do cardeal Baldassarre Cenci, Jr (1761), por parte de mãe.
Obteve o doutorado in utroque iure, tanto em direito canônico quanto em direito civil, em 8 de outubro de 1638..
Protonotário apostólico participativo, 16 de outubro de 1632. Regente da Chancelaria Apostólica, 12 de dezembro de 1636. Comissário geral da Úmbria e Marca. Referendário dos Tribunais da Assinatura Apostólica de Justiça e da Graça, 8 de outubro de 1638. Clérigo da Câmara Apostólica e presidente do Dogane e do Grascia . Vice-legado de Ferrara, março a julho de 1643..
Criado cardeal diácono no consistório de 13 de julho de 1643; recebeu o gorro vermelho e a diaconia de S. Maria no Portico Octaviae , em 31 de agosto de 1643. Participou do conclave de 1644, que elegeu o Papa Inocêncio X. Legado em Urbino, de 1648 a 1651. Optou pela diaconia de S. Ângelo em Pescheria, 23 de setembro de 1652. Optou pela diaconia de S. Maria in Cosmedin, 21 de julho de 1653. Participou do conclave de 1655, que elegeu o Papa Alexandre VII. Optou pela diaconia de S. Eustachio, em 6 de março de 1656. Optou pela ordem dos cardeais presbíteros e pelo título de S. Calisto, em 19 de julho de 1660..
Morreu em Roma em 6 de dezembro de 1660, de uma febre aguda, Roma. Sepultado na capela de sua família na igreja de S. Carlo ai Catinari, Roma.